# Panama-Stad
Panama-Stad (Spaans: Ciudad de Panamá) is de hoofdstad van het Centraal-Amerikaanse land Panama. Het aantal inwoners was 1.100.000 in 2015 en in de gehele metropool 1.272.672 inwoners. Qua bestuurlijke indeling behoort Panama-Stad tot de provincie Panamá, waar Panama-Stad ook de hoofdplaats van is. De stad is gelegen aan de monding van het Panamakanaal aan de zijde van de Grote Oceaan. De stad is gelegen aan de Zuid-Amerikaanse kant.
Het aanzicht van Panama-stad wordt bepaald door hoogbouw in een rits van wolkenkrabbers. Om de stad is een ring van tropisch regenwoud gelegen met onder meer het natuurpark Metropolitano en de nationale parken Soberanía en Camino de Cruces.
In 2003 was de stad, samen met Curitiba in Brazilië, cultuurhoofdstad van Amerika.

## Geschiedenis
Op 15 augustus 1519 werd door de Spaanse conquistador Pedro Arias Dávila, ongeveer elf kilometer ten oosten van het huidige centrum, een stad opgericht. Vanaf deze stad werden expedities opgezet die het Incarijk aanvielen. Het was eveneens een doorvoerplaats voor zilver en goud dat naar Spanje werd getransporteerd, en voor goederen uit China en de Filipijnen met bestemming Europa. Het zilver kwam uit de mijnen van Potosí. Muilezels brachten dit alles over de Camina Real naar Nombre de Dios, en later naar Veracruz in Mexico, de voornaamste vertrekhaven van de zilvervloten. 
Op 21 januari 1671 werd de stad verwoest door de Welshe piraat Henry Morgan en later op zijn huidige plek herbouwd. Van het oude stadsgebied bestaan nog ruïnes, die in 1997 door UNESCO tot werelderfgoed zijn verklaard. Dit gedeelte staat bekend onder de naam Panamá Viejo.
Met de aanleg van de Panamaspoorweg en het Panamakanaal aan het eind van de negentiende eeuw maakte de stad een enorme groei door.

## Geografie

### Stadsindeling
De gemeente bestaat uit de volgende drieëntwintig deelgemeenten (corregimiento): 1) Ciudad de Panamá wordt gevormd door: Bella Vista, Betania, Curundú, El Chorrillo, Juan Díaz, La Exposición o Calidonia, Pedregal, Pueblo Nuevo, Parque Lefevre, Río Abajo, San Felipe, San Francisco en Santa Ana; 2) Resto del Distrito wordt gevormd door Alcalde Díaz (sinds 2009), Ancón, Chilibre, Ernesto Córdoba Campos (sinds 2009), Las Cumbres, Las Mañanitas, Pacora, San Martín, Tocumen en 24 de Diciembre. In 2019 komt daar nog bij: Caimitillo, nieuw als deelgemeente.

## Verkeer en vervoer
Op 5 april 2014 werd een eerste metrolijn geopend met een lengte van 13,6 kilometer, die vanaf het zuidelijke station Albrook via 13 haltes leidt naar het noordelijke station Los Andes; de bedoeling is dat er eind 2015 een veertiende station wordt geopend en een vijftiende is eveneens gepland. Ook bestaan er plannen voor twee nieuwe metrolijnen en een light rail-verbinding; een contract voor de tweede lijn is inmiddels getekend.
De internationale luchthaven Tocumen is gelegen nabij Panama-Stad en is een van de drukste vliegvelden in Centraal-Amerika. Aan de westzijde van de stad, langs het Panamakanaal, ligt de zeehaven van Balboa die eveneens Panama-Stad faciliteert. Eveneens aan de westzijde van de stad ligt de Bridge of the Americas, een ruim 1600 meter lange boogbrug die het Panamakanaal overspant.

## Stedenbanden
- Madrid[5]
- Fort Lauderdale (Verenigde Staten)
- Guadalajara (Mexico)[6]
- Incheon (Zuid-Korea)
- Taipei (Taiwan)

## Bekende personen uit Panama-Stad

### Geboren
- Ricardo Alfaro (1882-1971), president van Panama (1931-1932)
- Jorge Illueca (1918-2012), president van Panama (1984)
- Carlos Fuentes (1928–2012), Mexicaans schrijver
- Manuel Noriega (1934-2017), militair, politicus en crimineel
- Guillermo Endara (1936-2009), president van Panama (1989-1994)
- Eric Arturo Delvalle (1937-2015), president van Panama (1985-1988)
- Ricardo Maduro (1946), president van Honduras (2002-2006)
- Mireya Moscoso (1946), presidente van Panama (1999-2004)
- Rubén Blades (1948), zanger en acteur
- Roberto Durán (1951), bokser
- Ricardo Martinelli (1952), president van Panama (2009-2014)
- Ramón Fonseca Mora (1952-2024), zakenman, advocaat en medeoprichter van Mossack Fonseca
- Miguel Bosé (1956), Spaanse zanger en acteur
- Juan Carlos Varela (1963), president van Panama (2014-2019)
- Mariano Rivera (1969), honkballer
- Daphne Rubin-Vega (1969), actrice, danseres en zangeres
- Jordana Brewster (1980), Amerikaans actrice
- Felipe Baloy (1981), voetballer
- Jaime Penedo (1981), voetballer (doelman)
- Blas Pérez (1981), voetballer
- Luis Tejada (1982-2024), voetballer
- Gabriel Enrique Gómez (1984), voetballer
- Román Torres (1986), voetballer
- Alberto Abdiel Quintero Medina (1987), voetballer
- Gabriel Torres (1988), voetballer
- Ramón Carretero (1990), wielrenner
- Aníbal Godoy (1990), voetballer
- Fidel Escobar (1995), voetballer
- Michael Murillo (1996), voetballer
- Ismael Díaz (1997), voetballer
- José Luis Rodríguez (1998), voetballer

## Galerij

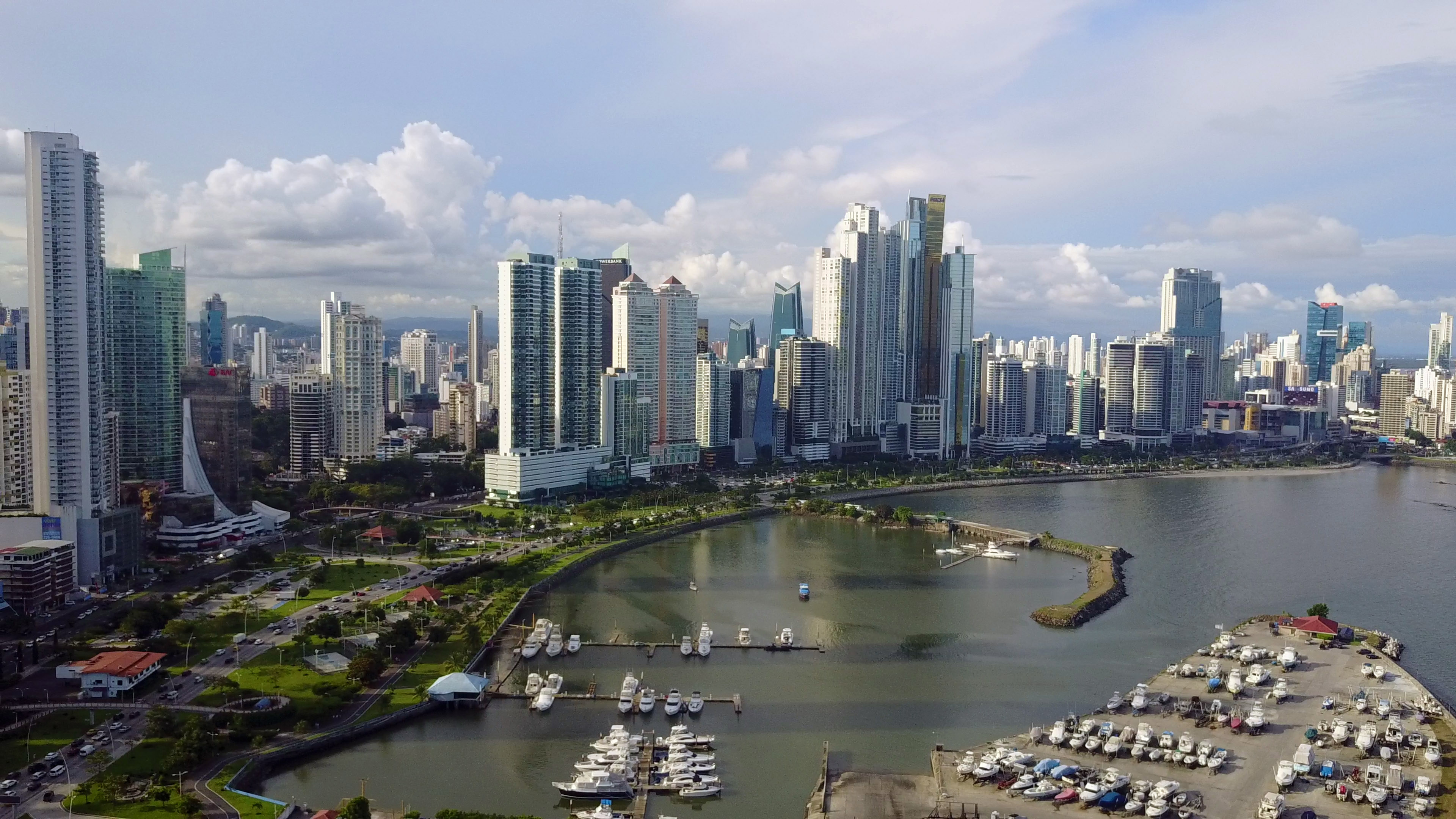
Uitzicht op de stad
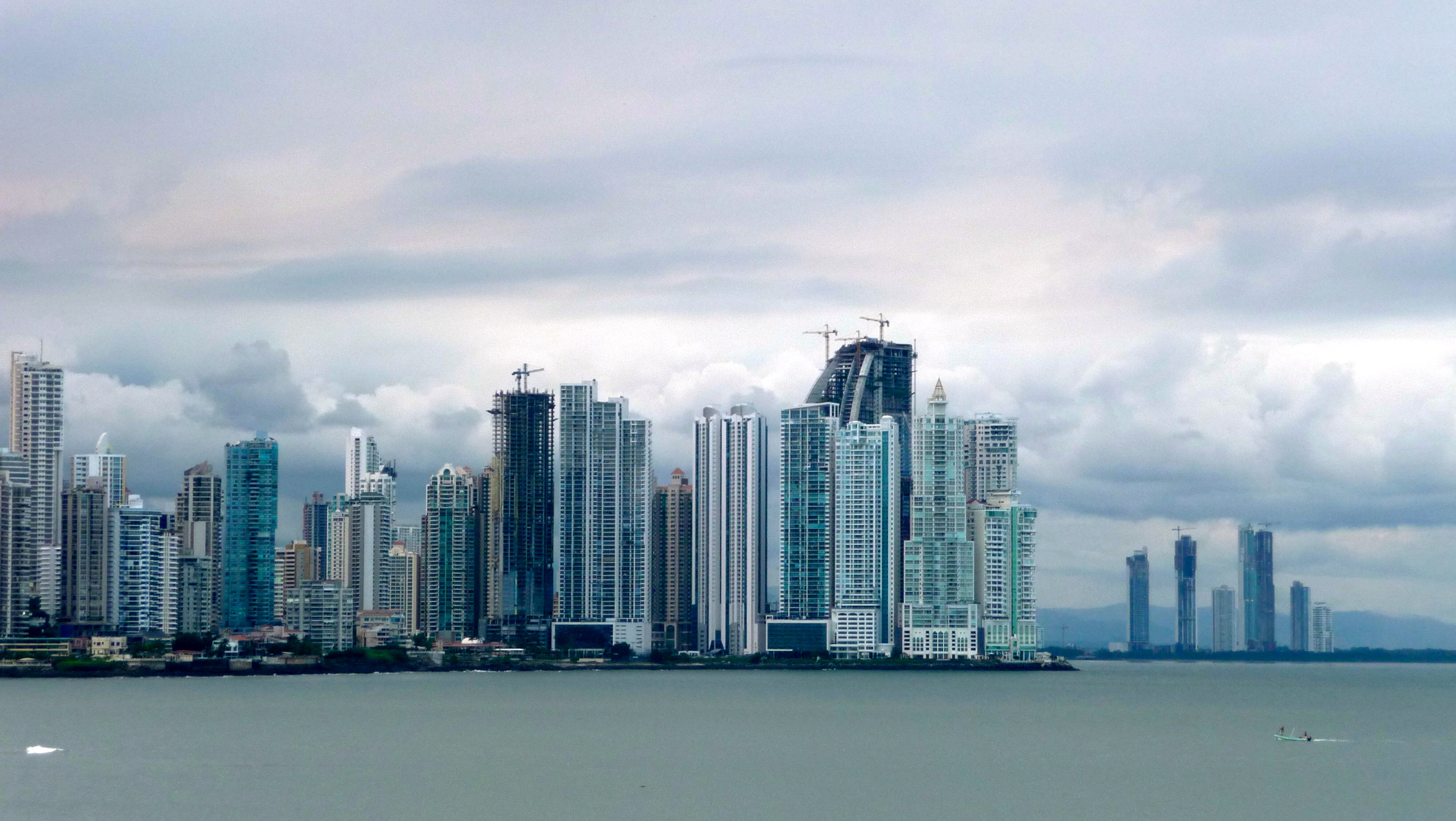
Gezicht op Panama-Stad
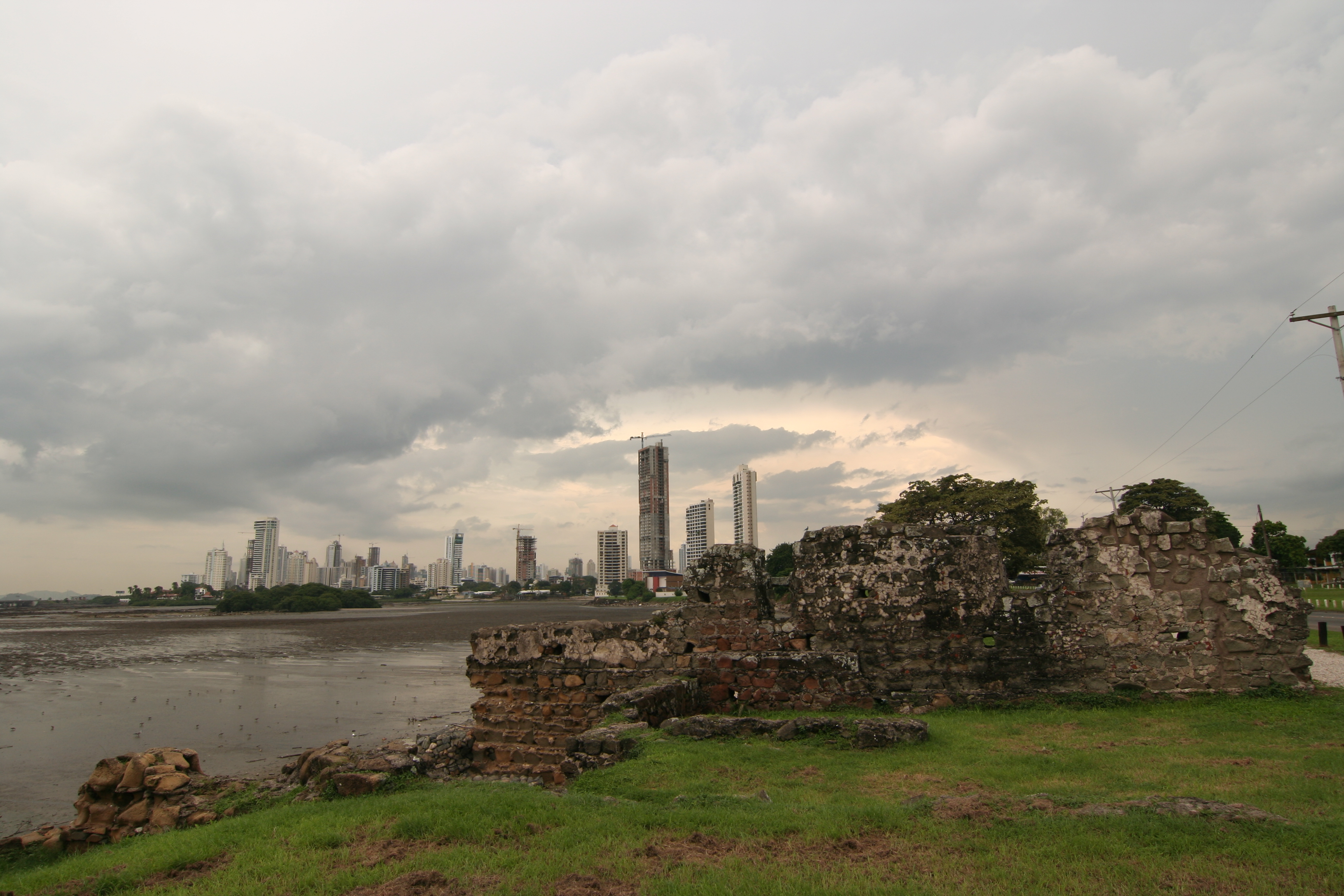
Het contrast van oud en nieuw in Panama-Stad